# جيانلوكا ماريا
جيانلوكا ماريا (بالهولندية: Gianluca Maria)‏ هو لاعب كرة قدم هولندي، ولد في 26 يونيو 1992 في فينراي في هولندا. شارك مع منتخب كوراساو لكرة القدم. أما مع النوادي، فقد لعب مع آر كي سي فالفيك وإف سي آيندهوفن ونادي آيندهوفن.

## وصلات خارجية
- جيانلوكا ماريا على موقع قاعدة بيانات كرة القدم.إي يو (الإنجليزية)
- جيانلوكا ماريا على موقع ناشيونال فوتبول تيمز (الإنجليزية)
- جيانلوكا ماريا على موقع Soccerway.com (الإنجليزية)